# Barbeyaceae
Famille
Classification APG III (2009)
Les Barbeyaceae sont une famille de plantes à fleurs de l'ordre des Rosales. Elle ne comprend qu'une seule espèce, Barbeya oleoides, un petit arbre ressemblant à un olivier, originaire du nord-est de l'Afrique et de l'Arabie.

## Étymologie
Le nom vient du genre type Barbeya nommé en hommage au botaniste et homme politique suisse William Barbey (1842–1914). Il herborisa en région méditerranéenne et fonda en 1885 la revue botanique « Bulletin de l'Herbier Boissier ».

## Classification
En classification classique de Cronquist (1981), cette famille était placée l'ordre des Urticales.
La classification phylogénétique la situe maintenant dans l'ordre des Rosales.

## Liste des genres
Selon World Checklist of Selected Plant Families (WCSP) (31 mai 2010), Angiosperm Phylogeny Website (31 mai 2010), NCBI (31 mai 2010) et DELTA Angio (31 mai 2010) :
- genre Barbeya Schweinf. ex Penzig (1892)

## Liste des genres et espèces
Selon World Checklist of Selected Plant Families (WCSP) (31 mai 2010), NCBI (31 mai 2010), DELTA Angio (31 mai 2010) :
- Barbeya Schweinf. ex Penzig (1892)
  - Barbeya oleoides Schweinf. (1892)